# Aspergillus
 (octobre 2012).
Si vous disposez d'ouvrages ou d'articles de référence ou si vous connaissez des sites web de qualité traitant du thème abordé ici, merci de compléter l'article en donnant les références utiles à sa vérifiabilité et en les liant à la section « Notes et références ».
Genre
Aspergillus est un genre de « champignons imparfaits » (deutéromycètes). Les formes parfaites (téléomorphes) de quelques espèces d'Aspergillus sont connues, et appartiennent à la classe des Ascomycètes (ordre des Eurotiales, famille des Trichocomacées). Pour plusieurs espèces d'Aspergillus, le stade parfait demeure inconnu. 
Les Aspergillus sont des champignons filamenteux, de type moisissure, dont la colonie se présente sous forme duveteuse. Le thalle, hyalin, présente un mycélium cloisonné portant de nombreux conidiophores dressés, terminés en vésicule. Le genre Aspergillus se distingue des Penicillium par l'aspect des conidiophores qui sont terminés par une tête renflée, alors qu'ils sont divisés en articles chez les Penicillium donnant ainsi l'aspect de petits pinceaux.
Les Aspergillus ont une répartition mondiale. Ils se développent sur la matière organique en décomposition, dans le sol, le compost, les denrées alimentaires, les céréales. Ils sont présents dans l'environnement humain, notamment dans les plantes, les fruits, la poussière, l'air. On trouve de 1 à 20 spores par mètre cube. Nous inhalons entre 10 et 30 spores par jour. Champignons pathogènes, ils sont responsables des aspergilloses.

## Identification

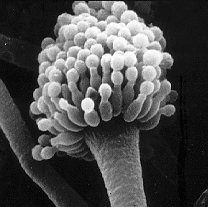
Aspergillus fumigatus.

L'identification des Aspergillus est plus facile que celle des Penicillium. Les colonies mycéliennes sont poudreuses et généralement peu développées (2-3 cm de diamètre après une semaine de culture en boite de Petri). Leur teinte diffère selon les espèces : Aspergillus candidatus est blanc, Aspergillus ochraceus est ocre (d'où son nom), Aspergillus niger est noir et les autres comme Aspergillus glaucus et Aspergillus flavus sont dans les tons verts.
Les conidiophores sont érigés et renflés à leur extrémité en tête sphérique ou ovoïde. Une ou deux rangées de stérigmates (selon les espèces) prennent naissance sur cette sphère. C'est à partir de ces stérigmates que les spores sont formés en de très longues chaines au point de faire plier les conidiophores.
Les spores sont claires, plus ou moins colorés ou noirâtres. Elles sont globuleuses à ovoïdes et mesurent de 2,5 à 4 µm.

## Étymologie
Le nom de genre Aspergillus est un nom scientifique en latin scientifique dérivé de la racine latine aspergillum « goupillon, aspersoir » et du suffixe taxonomique -us.  
Vue au microscope, l'Aspergillus, ressemble à un goupillon aspergeant l’eau bénite (les conidies).

## Liste des espèces

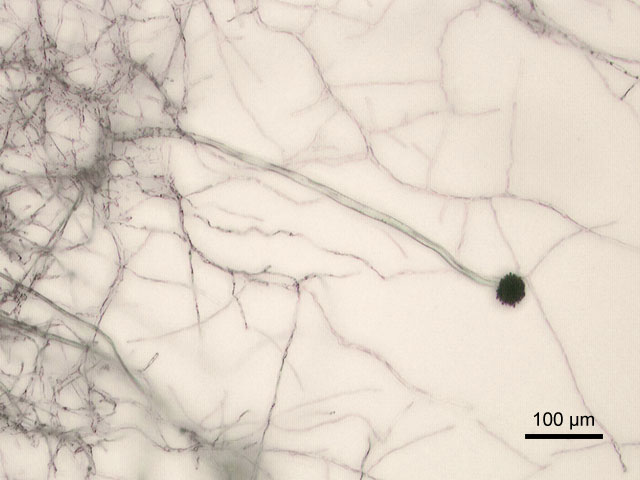
Aspergillus niger.

On répertorie plus de 185 espèces, dont une vingtaine sont impliqués dans des pathologies humaines. Le génome d'Aspergillus fumigatus a été séquencé. Sa taille est de 30 Mb, il possède 11 000 gènes, dont 50 % sans fonction connue ni homologie dans les banques de données publiques.
- Aspergillus awamori
- Aspergillus caesiellus
- Aspergillus candidus
- Aspergillus carbonarius
- Aspergillus carneus
- Aspergillus clavatus
- Aspergillus deflectus
- Aspergillus felis
- Aspergillus flavus
- Aspergillus fumigatus
- Aspergillus glaucus
- Aspergillus kawachii
- Aspergillus nidulans
- Aspergillus niger
- Aspergillus ochraceus
- Aspergillus oryzae
- Aspergillus parasiticus
- Aspergillus penicilloides
- Aspergillus restrictus
- Aspergillus sojae
- Aspergillus sydowi
- Aspergillus terreus
- Aspergillus ustus
- Aspergillus versicolor

## Incidence
Les Aspergillus sont très utilisés dans l'industrie agroalimentaire et dans l'industrie des biotechnologies, notamment pour la fermentation, la production d'enzymes, la production d'acides organiques, et la production d'antimicrobiens.
Certaines espèces d'Aspergillus peuvent être pathogènes pour l'Homme (Aspergillus fumigatus), les animaux et les plantes. Les mycoses provoqués par Aspergillus sont appelées des aspergilloses. Certaines espèces peuvent aussi produire des mycotoxines comme les aflatoxines (par Aspergillus flavus) ou l'ochratoxine (Aspergillus ochraceus, Aspergillus carbonarius). Aspergillus fumigatus peut produire un grand nombre de composés plus ou moins toxiques.
- Aspergillus niger est largement répandu (fruits et légumes moisis, fourrage, produits laitiers, semences de maïs). Il est très utilisé dans l'industrie agroalimentaire pour la production de divers acides. Cette espèce peut être pathogène (aspergillose du conduit auditif, production d'ochratoxine).
- Aspergillus flavus colonise toutes sortes de matières organiques en décomposition, sur les denrées alimentaires et les semences de Tournesol et de Poacées. Il élabore divers antibiotiques et des composés très toxiques et carcinogènes comme les aflatoxines.
- Aspergillus flavus var. oryzae (Ahlb.) Kurtzman & al. est très utilisé comme agent de fermentation dans la fabrication du Koji, le moût d'amorçage du saké japonais et du miso.
- Aspergillus fumigatus est très fréquent sur les matières organiques humides en décomposition, le compost, le sol, l'air… Il élabore divers métabolites dont plusieurs sont très toxiques (gliotoxine). C'est un agent d'aspergillose aviaire et humaine (représentant 80 à 90 % des aspergilloses humaines). Responsable d'aspergillose bronchopulmonaire allergique (asthme aspergillaire), d'aspergillomes ou d'aspergilloses profondes.
- Aspergillus glaucus très fréquent dans l'environnement, notamment dans le sol, sur les substances végétales ou animales en décomposition. Cet Aspergillus peut se développer sur des substrats pauvres en eau, il peut être retrouvé à la surface des confitures, sur les cuirs de chaussures ou les vêtements ayant séjourné dans des placards humides.
- Aspergillus nidulans, très fréquent dans le sol, sur divers substrat végétaux, dans l'air. Il peut provoquer des atteintes respiratoires (asthme, aspergillose bronchopulmonaire).
- Aspergillus ochraceus très largement répandu, dans le sol, sur les végétaux en décomposition. Cette espèce est phytopathogène (pourriture des pommes et des poires). Elle est responsable d'intoxication mortelle d'animaux d'élevage (ochratoxines). Elle peut aussi attaquer des vers à soie, elle est rarement pathogène pour l'Homme.
- Aspergillus terreus habite le sol et contribue à la décomposition de la matière organique en raison de ses activités cellulolytique, lipolytique et amylolytique. Fréquent sur les céréales ensilées, la paille, les fourrages et autres substrats végétaux.
- Aspergillus versicolor très répandu dans le sol, les végétaux en décomposition, les céréales ; il peut être responsable d'onyxis et d'aspergillose pulmonaire.
- Aspergillus kawachii sert à la fabrication du Shōchū, un alcool distillé de fécule de patate ;
- Aspergillus awamori est utilisé dans la fabrication du Shōchū de millet d'Okinawa ;
- Aspergillus sojae sert à fabriquer le koji de la sauce de soja, du mirin et d'autres condiments lactofermentés (tsukemono) ;

## Pathologies végétales et dégâts
Généralement, les Aspergillus n'attaquent pas les plantes pendant leur pleine croissance. Pour la plupart, ce sont des saprophytes classiques, qui, à la faveur de blessures pénètrent dans certains fruits ou sur les porte-graine, surtout par temps chaud et humide.
Lorsque les graines sont récoltées humides (ou qu'elles s'humidifient lors du stockage), les Aspergillus évoluent rapidement et se transforment en parasites ce qui entraîne une diminution de la faculté germinative.
Le 7 juillet 2016, la présence d'Aspergillus a été découverte dans des salles d'opération de l'hôpital Pompidou de Paris. En attendant d'en trouver l'origine, des blocs ont été fermés, de même que certaines urgences.

## Localisation sur la graine
Aspergillus est localisé sous forme de spores à la surface de la graine ou sous forme de mycélium dans les téguments ou au niveau de l'embryon.

## Fréquence d'apparition
Le taux d'infection est très variable, il dépend essentiellement des conditions climatiques et des conditions de récolte. Durant les années sèches, les semences de céréales peuvent ne présenter aucune attaque d'Aspergillus. En revanche, les Allium et les cucurbitacées sont souvent porteurs d' Aspergillus (parfois jusqu'à 100 % de semences infectées). Il est donc impératif de surveiller le taux d'humidité des lots de semences avant et pendant le stockage.

## Aspergillose
Les symptômes d'une aspergillose sont assez variés :
- douleurs thoraciques ;
- difficultés respiratoires ;
- troubles de la vision ;
- céphalées ;
- hémoptysie (sang dans les crachats).